# Remetschwil
Remetschwil é uma comuna da Suíça, no Cantão Argóvia, com cerca de 1.909 habitantes. Estende-se por uma área de 3,88 km², de densidade populacional de 492 hab/km². Confina com as seguintes comunas: Bellikon, Künten, Niederrohrdorf, Oberrohrdorf, Spreitenbach, Stetten.
A língua oficial nesta comuna é o Alemão.